# Myrhorod
Myrhorod' (ukrainsk: Ми́ргород) eller Mirgorod (russisk: Ми́ргород}) er en by i Poltava oblast (provins) i det centrale Ukraine. Den fungerer som administrationscenter i Myrhorod rajon (distrikt), er byen selv er en By af regional betydning og hører ikke til rajonen. Den er beliggende ved floden Khorol. Byen havde i 2021 en befolkning på omkring 38.447 mennesker.

## Historie
Byen blev grundlagt enten i det 12. eller 13. århundrede som et fort ved den østlige grænse til Kievan Rus'. Ifølge en legende var fortet et sted for fredsforhandlinger, der gav byen sit navn (bogstaveligt talt Fredens by). [kilde mangler]
Fra 1471 til 1667 var byen en del af Kiev voivodeship under Storhertugdømmet Litauen og den Polske Krone.
Myrhorod blev første gang nævnt i krøniker i 1575, da Stephen Báthory gjorde den til en regimentsby i 1575. Myrhorod var en kongeby i Polen.
Mirgorod er titlen på en cyklus af historier skrevet af Nikolaj Gogol på russisk.
Siden 1912 har Myrhorod været kendt for sit underjordiske mineralvand.

## Galleri
- Myrhorod Keramikskole
- Himmelfartskirken
- GAmmelt hus i Myrhorod
- Sankt Johanneskirken i Myrhorod
- et kapel i Myrhorod
- Offentligt kontor
- Luftfoto
- Skole No.5
- Myrhorod jernbanestation